# Walter Sealtiel
Walter Sealtiel (geboren 23. Dezember 1890 in Berlin; gestorben 10. März 1948 in Amsterdam) war ein deutscher Zauberkünstler, Illusionist und Karikaturist.

## Leben

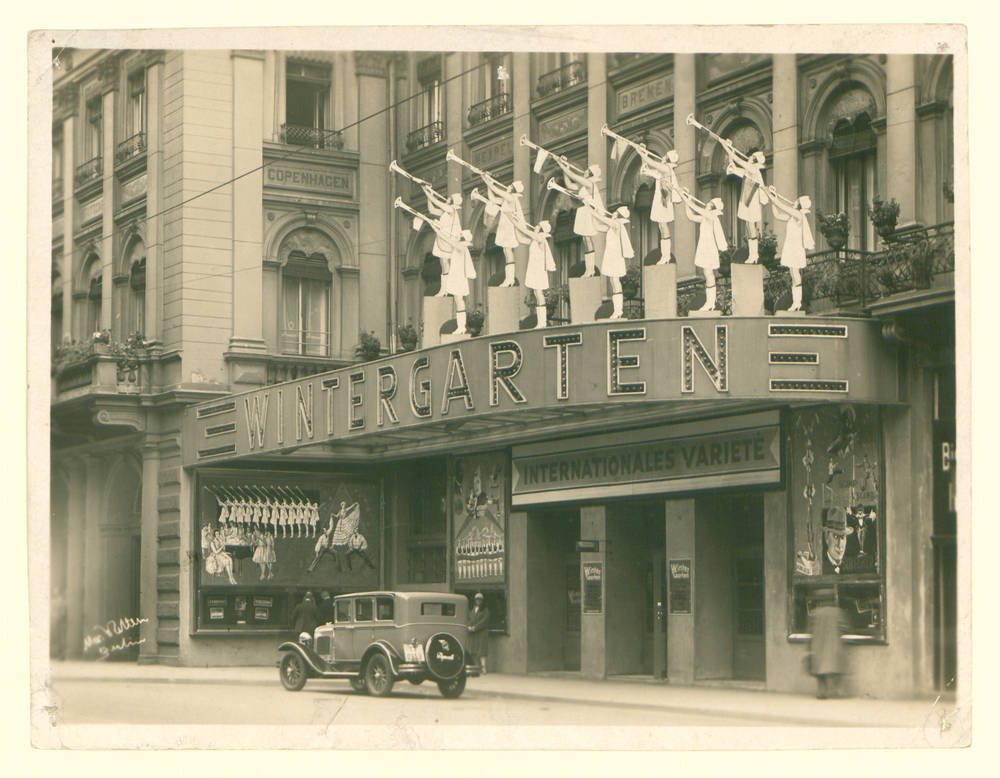
Wintergarten-Varieté 1929 in Berlin;
während Sealtiels Engagements; Foto: Mac Walton

Sealtiel trat international als der „König der Taschendiebe“ sowie als Gedankenleser auf. Mitte der 1920er Jahre war er Mitglied der amerikanischen Zauberkünstler-Vereinigung Society of American Magicians.
In der Weimarer Republik trat Sealtiel beispielsweise im Juni 1929 neben anderen Künstlern im Berliner Varieté Wintergarten auf, wo er als „Der ehrliche Gauner“ mit Zauberei und Taschentricks das Publikum unterhielt.
Ebenfalls 1929 sind Illustrationen Sealtiels in Scherl’s Magazin nachgewiesen. Am 9. Februar 1931 las er im Senderaum über den Rundfunk-Kanal Breslau 5 aus seiner Erzählung Aus einem Artistenleben.
Im Berliner Wintergarten trat Sealtiel noch Anfang der 1930er Jahre „mit seinem bekannten Kartenakt und den farbenwechselnden Krawatten“ auf. Dort brachte er im Augustprogramm 1932 dem Publikum eine „Klingelpuppe“ als Neuheit zur Aufführung, die bei unvorsichtiger Berührung Taschendiebe "hörbar" werden ließ.

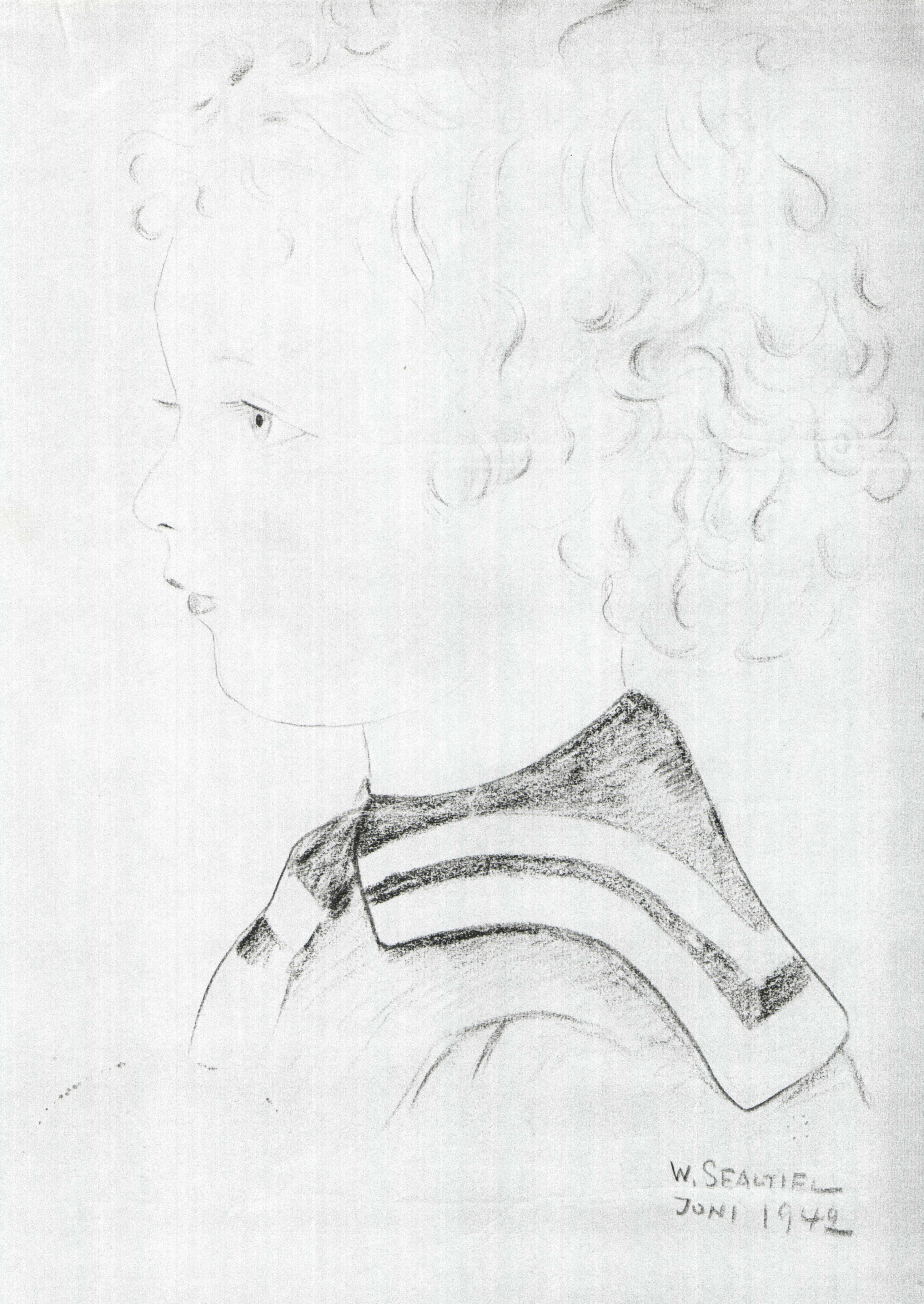
Das Mädchen Betty Braasem 1939, kurz vor ihrem Tod
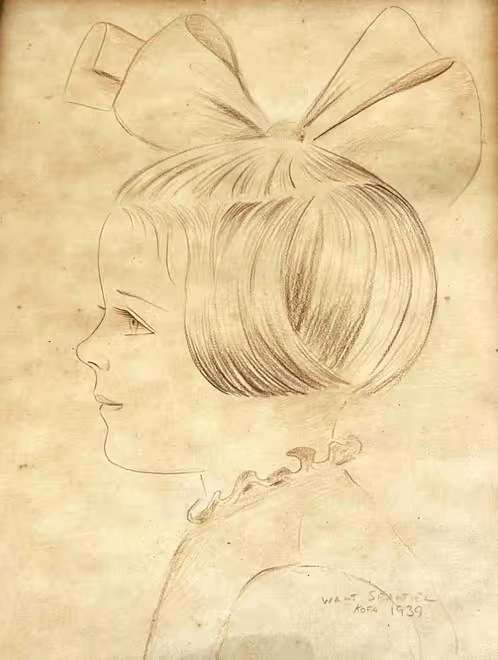
Porträt eines Mädchens mit großer Schleife im Haar, datiert KOFA 1939
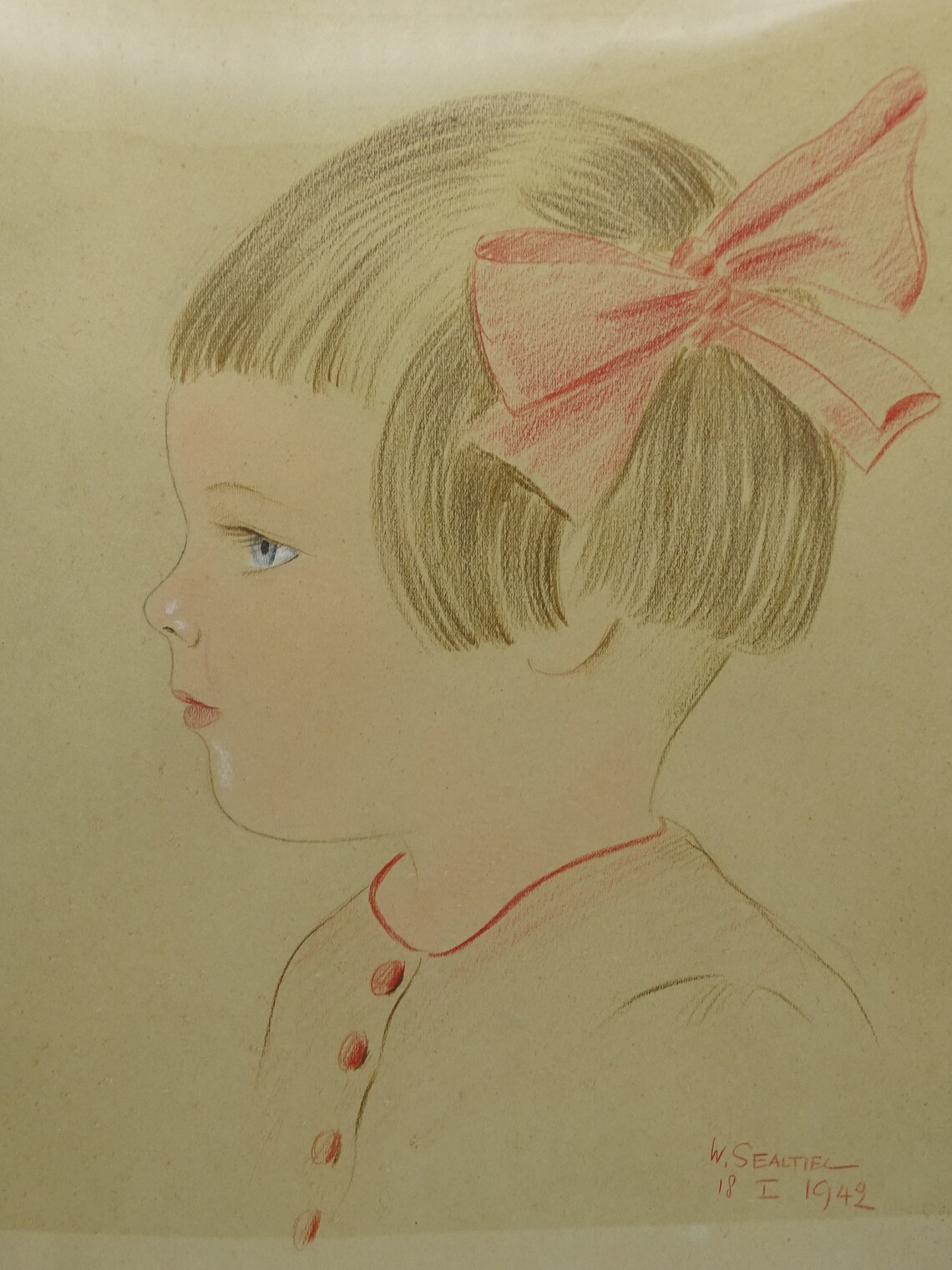
Mädchen mit roter Schleife, 1942

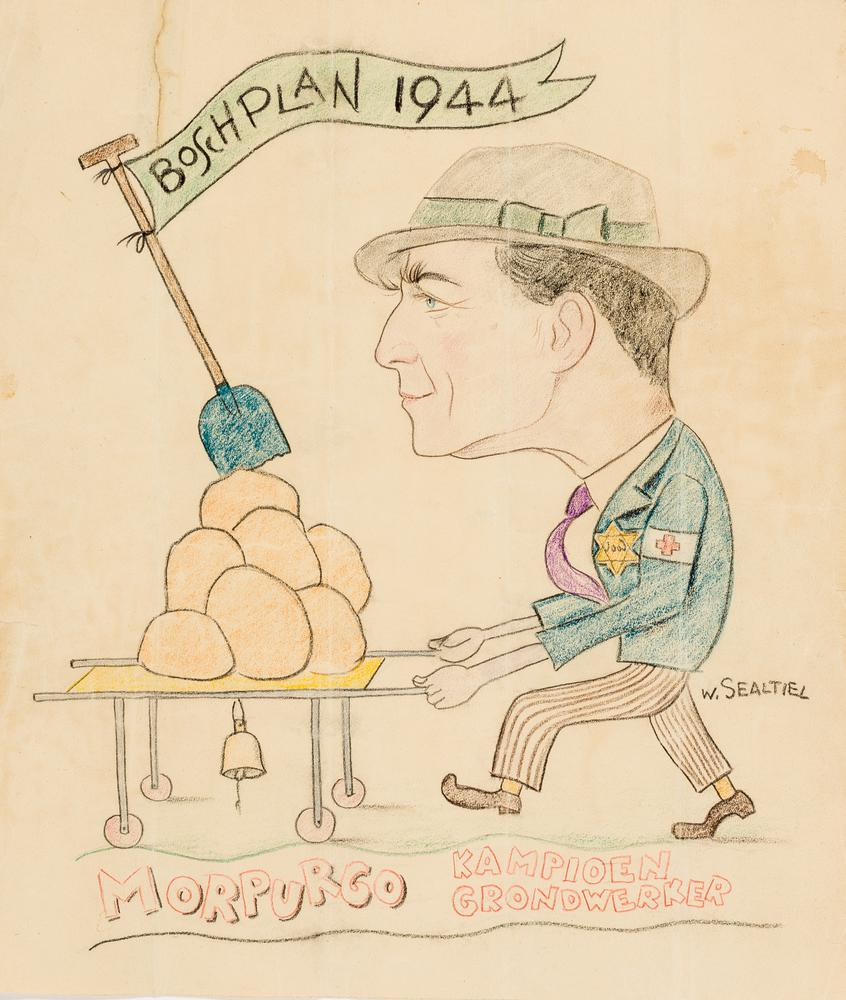
Cartoon „Boschplan 1944“;
jüdischer Zwangsarbeiter mit Davidstern und Rotkreuz-Armbinde schiebt eine Bahre mit Steinen im Amsterdamse Bos; Sammlung Joods Museum

Da er nach der Machtergreifung 1933 durch die Nationalsozialisten als sephardischer Jude verfolgt wurde, floh er 1935 nach Amsterdam. Ende 1935 versandte Sealtiel zwischen Weihnachten und Jahresende eine englisch beschriftete Karte mit dem Motiv eines Taschendiebes an verschiedene Personen, darunter an den Kabarett-Leiter Leon Hirsch, die sich im Nachlass Hirschs in der Deutschen Nationalbibliothek erhalten hat.

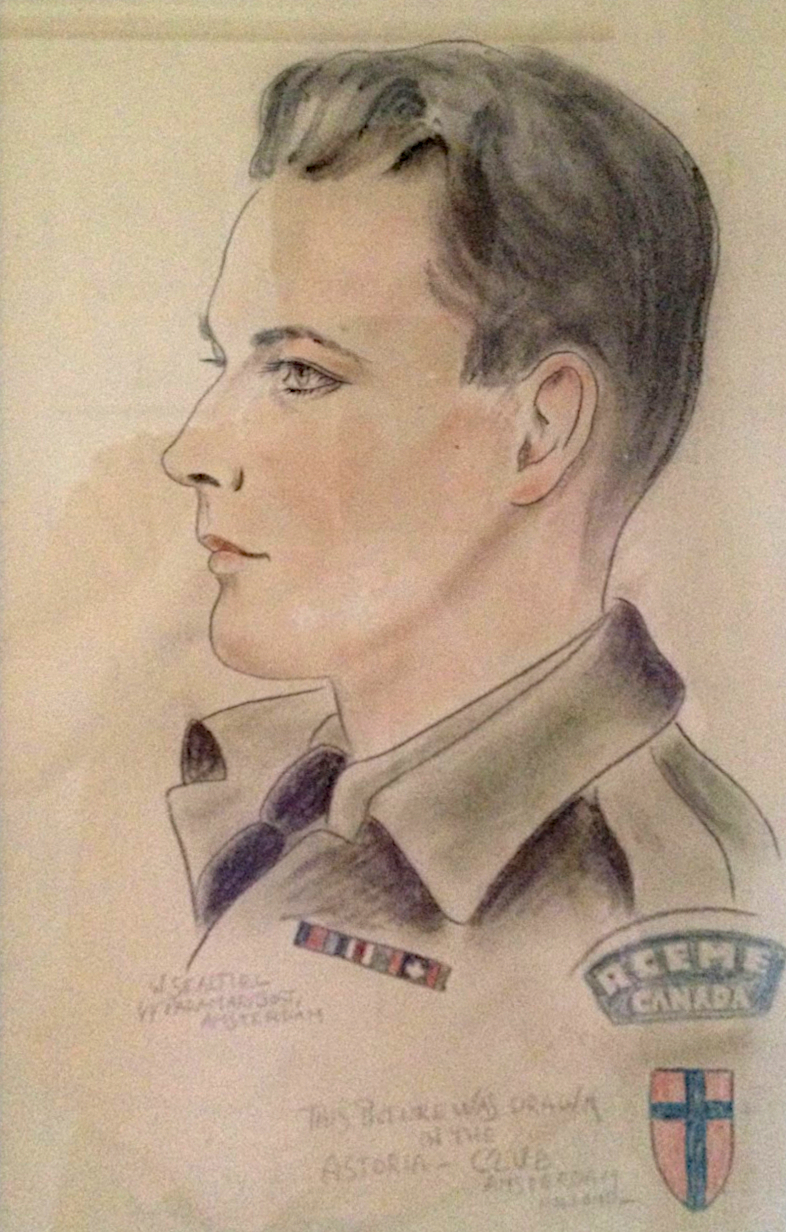
Porträt des Canadiers Frank Rason;
1945 nach der Befreiung in Amsterdam

Nach dem Einmarsch der Deutschen im Zweiten Weltkrieg in die Niederlande, wurde er – da er mit einer „Nicht-Jüdin“ verheiratet war – nicht in eines der Vernichtungslager deportiert, sondern „nur“ zur Zwangsarbeit in Holland gezwungen, an deren besonderer Schwere er physisch und mental zerbrach.
Walter Sealtiel starb 1948 im Alter von 57 Lebensjahren in Amsterdam.